# Kos (Stadt)
Die Stadt Kos (griechisch Κως (f. sg.)) ist Verwaltungssitz der gleichnamigen griechischen Insel und Gemeinde, sowie Sitz des Regionalbezirks Kos. Seit der Verwaltungsreform 2010 bildet die Stadt den gleichnamigen Stadtbezirk Kos (Δημοτική Κοινότητα Κω Dimotikí Kinótita Ko) und den Gemeindebezirk Kos (Δημοτική Ενότητα Κω Dimotikí Enótita Ko). Im Stadtgebiet ist seit dem Ende der Jungsteinzeit bis heute eine fortwährende Besiedlung belegt.

## Lage
Der Gemeindebezirk Kos nimmt im Osten der Insel eine Fläche von 66,552 km² ein. Westlich grenzt der Stadtbezirk Dikeos an.

## Geschichte
Die Besiedelung im Stadtgebiet reicht bis etwa zum 3. Jahrtausend v. Chr. zurück. Zwischen 2000 und 1600 v. Chr. entwickelte sich auf einem flachen Hügel in Hafennähe die frühbronzezeitliche Siedlung von Seraglio. Sie war mit einer Fläche von mindestens 7,5 Hektar eine der bedeutendsten minoischen Niederlassungen außerhalb Kretas. Ab 1450 v. Chr. sind mykenische Einflüsse nachweisbar.
Mit mehr als 19.000 Einwohnern leben über 50 % der Inselbewohner im Stadtbezirk. Die Stadt bildet das wirtschaftliche und kulturelle Zentrum der Insel und ein bedeutendes Touristenzentrum. Im südlich gelegenen Platani lebt eine kleine Minderheit von sunnitischen Muslimen.
Am 21. Juli 2017 erschütterte ein Erdbeben die Stadt und verursachte Schäden.

## Sehenswürdigkeiten
Aufgrund der jahrtausendelangen Geschichte sind in der Stadt und der näheren Umgebung zahlreiche bedeutende Stätten wie das Asklepieion von Kos oder die Johanniterfestung Neratzia aus dem 14. Jahrhundert zu besichtigen. Das Erdbeben vom 23. April 1933, bei dem die Innenstadt größtenteils zerstört wurde, legte die Überreste der antiken Stadt mit der Agora frei. Die Funde der folgenden Ausgrabungen durch italienische Archäologen werden im Archäologischen Museum der Stadt ausgestellt. Der größte Teil der Ausgrabungsgebiete ist für Besucher frei zugänglich. Im Zentrum der Stadt Kos befindet sich auch am Platz der Platane die Platane des Hippokrates, die nach dem antiken Arzt Hippokrates von Kos benannt wurde. Ganz in der Nähe der Platane des Hippokrates befindet sich das ehemalige Hamam, auch Salzdepot genannt. In der Nähe der Altstadt befinden sich die Reste der Bab-Gedid-Moschee.
Auf dem Platia Eleftherias (auch Eleftherias Square) bzw. Platia Agias Paraskevis (Paraskevis Square) finden sich architektonische Zeugnisse der italienischen Besetzung der Insel in einem italo-faschistischen Monumentalstil.
Die Kirche Agios Nikolaos in Kos wurde durch das Erdbeben 2017 stark beschädigt und kann von innen nicht besichtigt werden (Stand 2019). Die Kathedrale von Kos und Nisyros befindet sich beim Hafen und ist Sitz der Metropolie von Kos und Nisyros.
Weitere interessante Sehenswürdigkeiten sind z. B.: Casa Romana, das Odeon, der Altar des Dionysos und die Gazi-Hasan-Pascha-Moschee (auch Loggia-Moschee genannt).

## Verkehr
Neben dem Fährhafen nördlich der Johanniterfestung verfügt die Stadt über den kleineren Mandraki-Hafen mit Ausflugsbooten zu den Nachbarinseln und nach Bodrum. Dem Hafen von Kos vorgelagert ist der Golf von Kos.
Der zentrale Busbahnhof liegt südlich des Stadtzentrums.
Die Stadt verfügt über ein gut ausgebautes Radwegenetz.

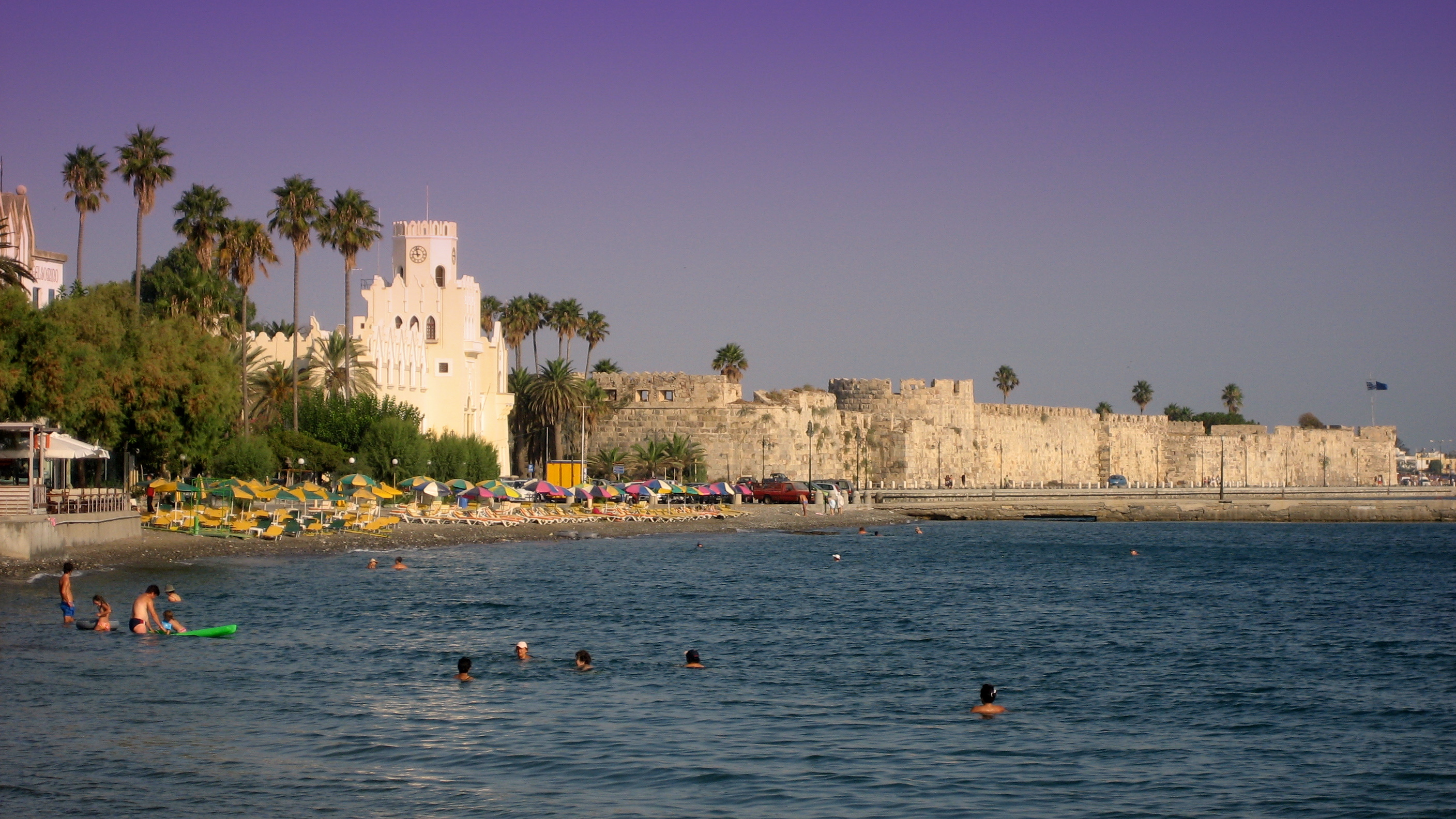
Strand mit der Festung Neratzia im Hintergrund
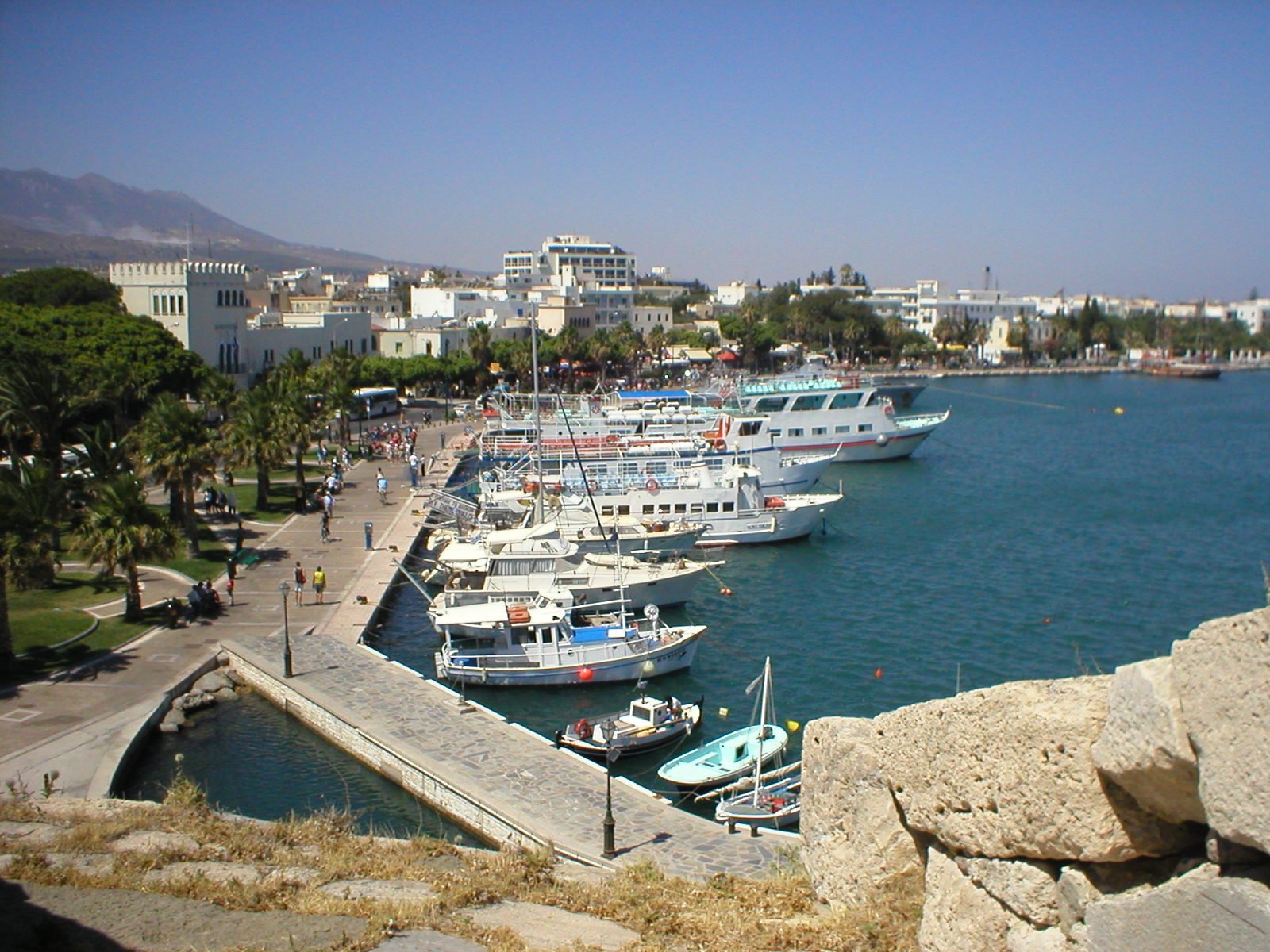
Mandraki-Hafen
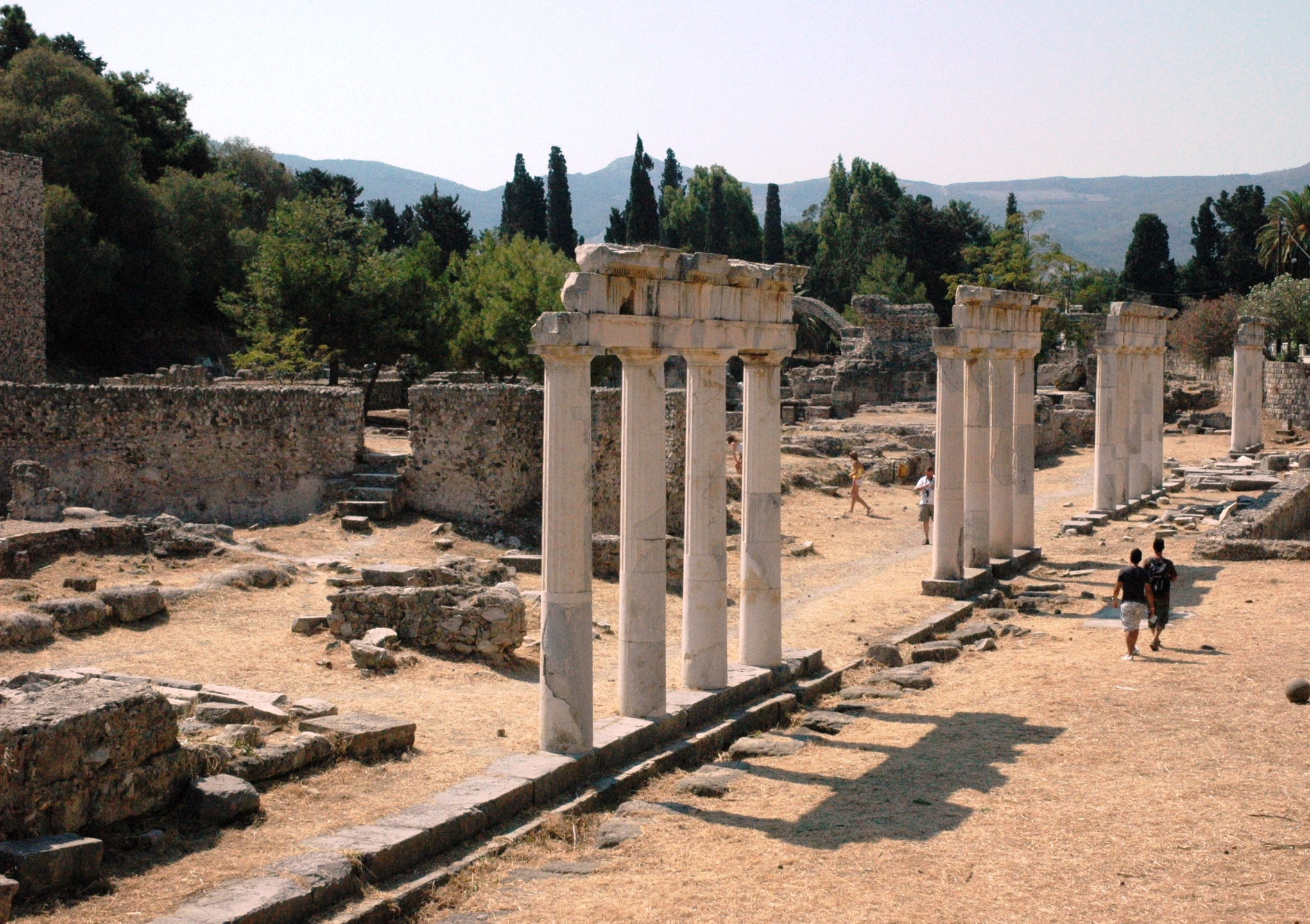
Gymnasion inmitten der Stadt (Westliche archäologische Zone)
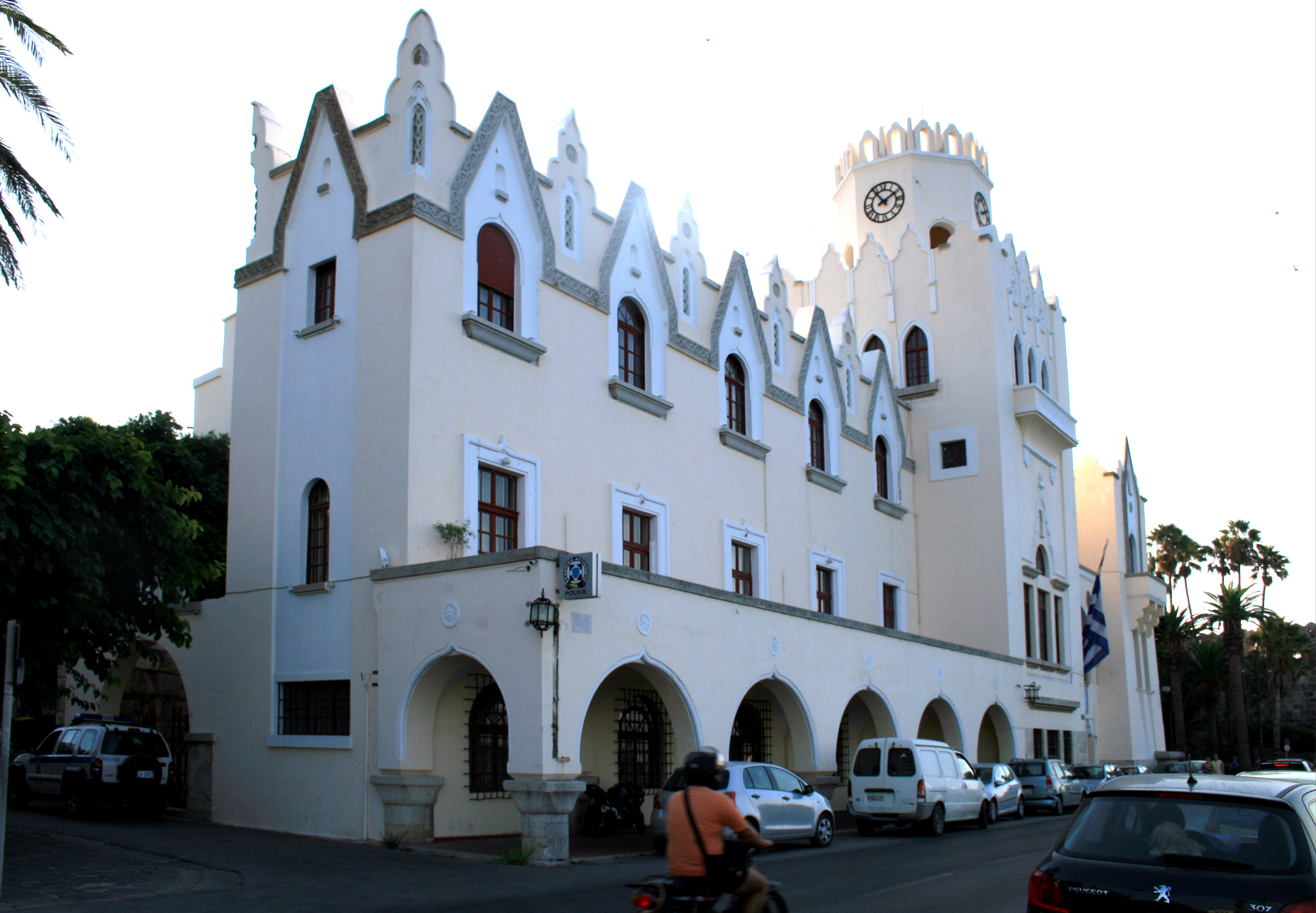
Eparchio
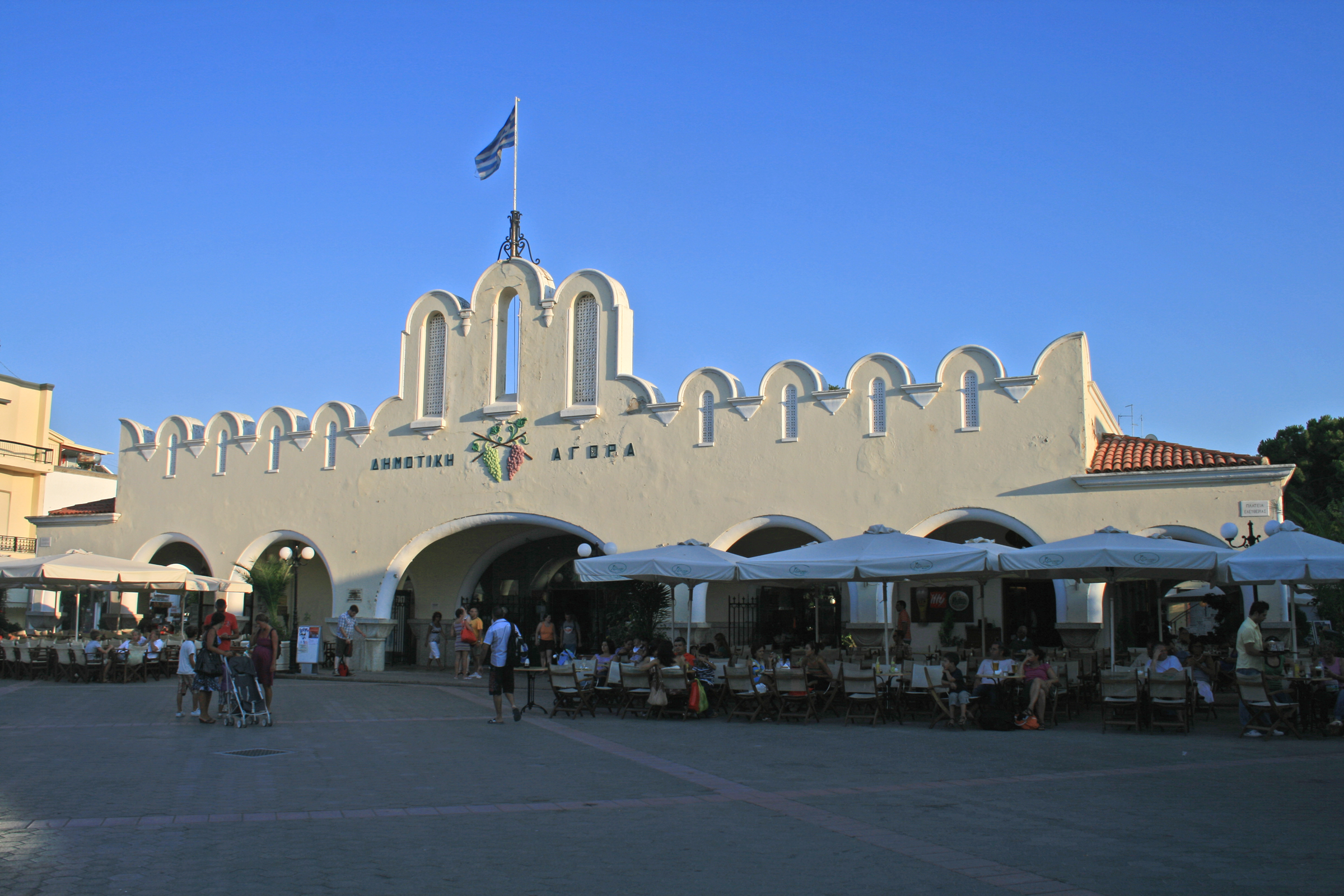
Markthalle und Platia Eleftherias